# Snippet (Musik)
Snippet (englisch für Schnipsel) bezeichnet einen Zusammenschnitt von Ausschnitten aus Musikstücken, um Hörern einen Eindruck von noch nicht erschienenen Alben zu vermitteln. Dabei werden die prägnantesten Ausschnitte von einigen Liedern aus einem Album angespielt und nach 1–2 Minuten ausgeblendet. Oftmals werden Snippets mit kurzen Kommentaren vom Künstler eingeleitet, unterbrochen oder beendet.